# Goniophlebium percussum
Goniophlebium percussum là một loài thực vật có mạch trong họ Polypodiaceae. Loài này được (Cav.) Wagner & Grether miêu tả khoa học đầu tiên năm 1948.